# Campsis × tagliabuana
Campsis × tagliabuana "Madame Galen" é um híbrido obtido em cultura, em meados do século XIX, entre as espécies Campsis radicans e Campsis grandiflora e muito utilizado como planta ornamental nas regiões temperadas e subtropicais.

## Descrição
A planta produz grandes flores de coloração alaranjada a avermelhada, em forma de trombeta, com até 8–10 cm de comprimento em inflorescências pouco densas com 6 a 12 flores cada. Os caules são lenhosos, formando uma planta escandente perene que quando encontra suporte adequado assume a postura de uma liana que adere a estruturas ou árvors recorrendo a raízes aéreas semelhantes às das heras.
As folhas são de coloraçção vesde escura, decíduas, com 20–30 cm de comprimento.
As suas flores são muito vistosas, atraindo abelhas, borboletas e aves. A planta apresenta resistência ao frio, mas em climas temperados requer abrigo e boa insolaçção para produzir as suas flores em abundância.
A primeira notícia da existência deste híbrido data de 1850, nos jardins do marquês Pompeo Litta Biumi (na Villa Visconti Borromeo Arese Litta), em Lainate. O epíteto específico tagliabuana, atribuído por Roberto de Visiani, autor da primeira descrição, comemora Alberto Linneo Tagliabue e Carlo Tagliabue, dois jardineiros italianos do século XIX a quem é atribuída a criação do híbrido. De acordo com aquele autor, os dois jardineiros seriam dois irmãos a quem a cultura dos jardins muito deve.
A planta recebeu o prémio da Royal Horticultural Society designado por Award of Garden Merit.